# Cattedrale di Santa Maria Assunta (Ajaccio)
La cattedrale di Santa Maria Assunta, nota anche come duomo di Ajaccio, è il principale luogo di culto di Ajaccio, in Corsica, sede vescovile della diocesi omonima, suffraganea dell'arcidiocesi di Marsiglia, nella regione ecclesiastica di Provence – Méditerranée.

## Storia
La cattedrale è in stile barocco e fu consacrata nel 1593 per opera dell'architetto italiano Giacomo Della Porta sostituendo di fatto la vecchia cattedrale demolita nel 1553 , come risulta dal permesso richiesto dal consiglio degli anziani nel 1559 al senato di Genova e a papa Gregorio XIII per l'edificazione di una nuova cattedrale.

## Descrizione
La cattedrale è un edificio manierista, costruito nello stile della Controriforma, con una facciata in stile tardo rinascimentale di colorazione ocra.

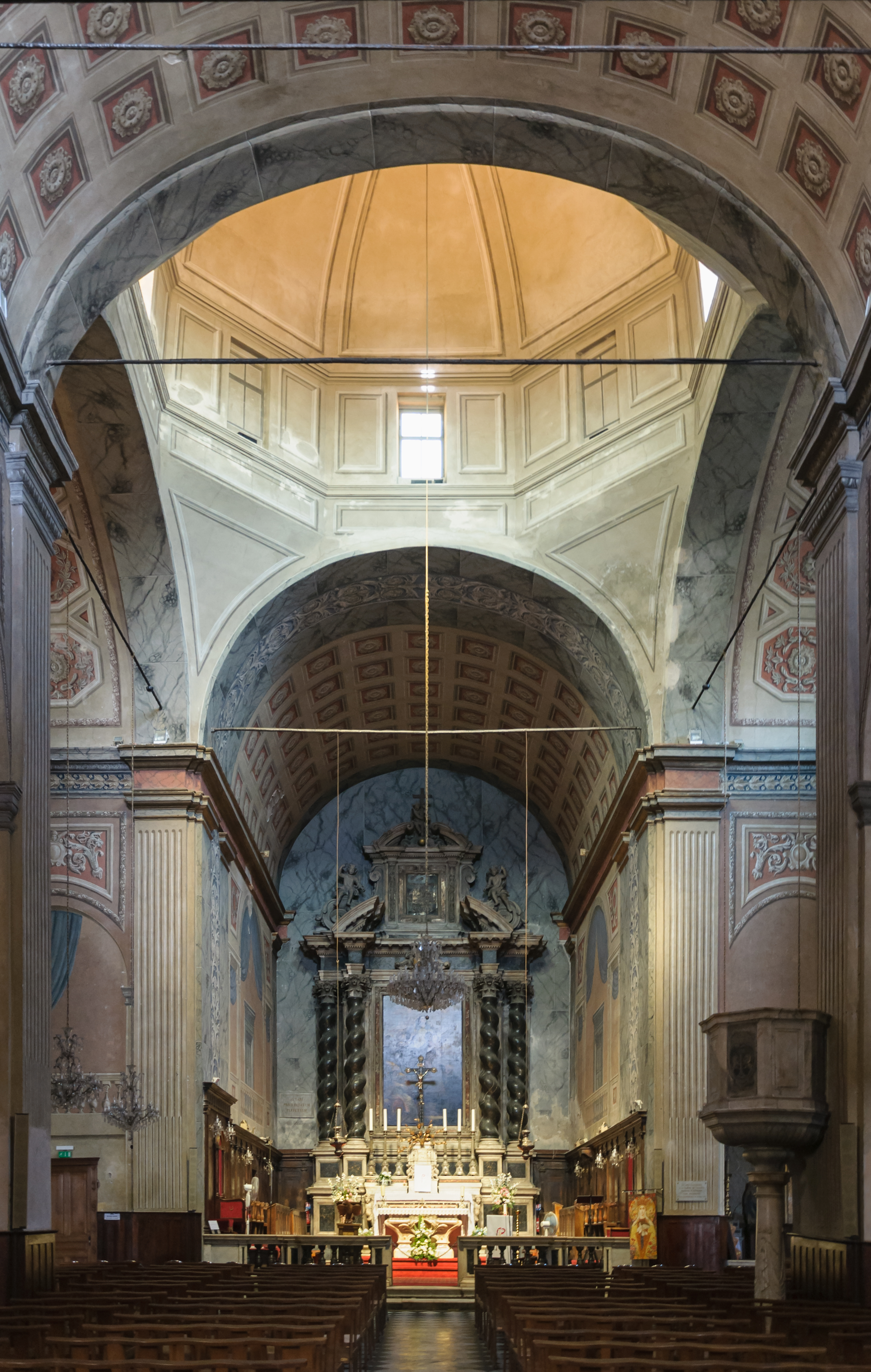
Interno: navata centrale e coro

Più piccola rispetto ai progetti iniziali, l'interno è a croce latina, con un transetto appena marcato. Ha una grande navata centrale molto alta e molto larga ma la sua lunghezza è corta in rapporto al resto dell'edificio. È coperta con volta a botte a tutto sesto e ricorda le costruzioni dell'epoca rinascimentale. L'edificio ha poi due navate laterali che partono dalla porta d'entrata e arrivano fino al transetto, separate al centro dalle sette cappelle laterali per mezzo di due file di 3 colonne.
Entrando sulla destra, si trova il fonte battesimale di marmo, dove fu battezzato Napoleone Bonaparte il 21 luglio 1771. È composto di una semplice vasca scolpita con le insegne dei Giustiniani, sormontata da una corona in bronzo d'ispirazione toscana (1900) disegnata da Adolfo De Carolis, sotto la quale vi è un'iscrizione in lettere dorate "Heic baptisatus Imperator Magnus".
Il transetto, poco profondo è coperto all'incrocio da una cupola.
L'altare maggiore in marmi policromi, dono (1811) della principessa di Lucca e Piombino, Elisa Baciocchi, sorella di Napoleone, proviene dalla Chiesa del Suffragio di Lucca ed è dotato di un retablo composto da quattro colonne tortili di marmo nero di Porto Venere. Le colonne corinzie hanno un doppio piedistallo con un incasso di marmo. Il tabernacolo che risale all'epoca della costruzione della cattedrale e che si trovava presso il fonte battesimale, fu collocato successivamente nell'altare maggiore dove risalta per il suo stile diverso.
L'abside presenta un coro molto profondo.
Delle sette cappelle delle navate laterali quattro sono rimarchevoli.
La cappella votiva in onore della Vergine della Misericordia (1752), dedicata alla patrona d'Ajaccio la “Madunuccia”, presenta un altare marmoreo di scultori genovesi, con retablo ornato da colonne tortili di marmo broccatello di Spagna. Tre medaglioni dipinti sulla volta della cappella rappresentano:
- l'Apparizione della Vergine della Misericordia al centro;
- la Peste che arriva in città a destra;
- il Consiglio degli anziani che proclama la Madonna patrona di Ajaccio a sinistra.

Nel frontespizio gli stemmi della città e in una nicchia la statua in marmo della Vergine con il beato Tonio inginocchiato ai suoi piedi, ornata di gioielli.
La cappella della Madonna del Rosario (1765) ospita secondo la tradizione la famiglia Bonaparte, con retablo in stucco e sulla volta una serie di cassoni che rappresentano i misteri gioiosi, dolorosi e gloriosi della Vergine del Rosario, una nicchia centrale con la statua della Madonna del Rosario e due nicchie laterali che contengono le statue di San Domenico e Santa Caterina di Siena
La cappella con l'altare del Corpo di Cristo, del Cantini di Marsiglia, in marmo bianco in rilievo su marmi policromi, con due colonne in diaspro orientale color ambra e rosso, due colonnette del tabernacolo e la balaustra nello stesso materiale, croce di Malta in onice nel tabernacolo e nella balaustra.
La piccola cappella della Madonna del Pianto (XVIII secolo), che si incontra entrando sulla sinistra, venne edificata dal colonnello Ornano per la perdita del figlio unico, con stucchi e dorature ormai quasi del tutto perduti e parecchie pitture murali attribuite a Domenico Tintoretto, figlio del Tintoretto. Sotto l'altare, il quadro raffigurante la Religione (1822) di Delacroix, dipinto all'epoca del regno di Carlo X.
Sull'ampia cantoria in controfacciata si trova il grande organo a canne, costruito nel 1846 da Aristide Cavaillé-Coll ed in seguito restaurato ed elettrificato da Joël Pétrique. Contenuto in un'elegante cassa lignea in stile barocco, ha tre tastiere e pedaliera ed è a trasmissione elettrica.